# Mont Schurz
Le mont Schurz (en anglais : Mount Schurz) est un sommet montagneux situé dans le parc national de Yellowstone, dans le comté de Park au Wyoming aux États-Unis. Culminant à altitude de 3 403 m, il s'agit du deuxième plus haut sommet de Yellowstone.
Initialement nommé Mount Doane par Henry Washburn lors de l'expédition Washburn-Langford-Doane en 1871 en référence à Gustavus Cheyney Doane, son nom définitif est donné par Arnold Hague en l'honneur du 13e secrétaire à l'Intérieur des États-Unis, Carl Schurz, tandis que son nom initial est donné à un autre sommet de la chaîne Absaroka, le mont Doane. Schurz est le premier secrétaire à l'Intérieur à visiter le parc et est un fervent partisan du mouvement des parcs nationaux.

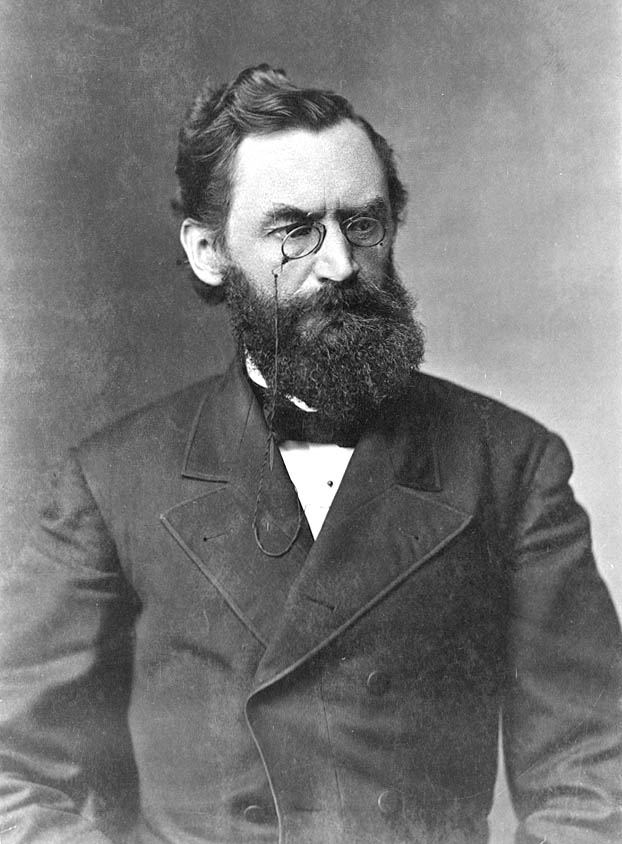
Carl Schurz, qui a donné son nom au mont Schurz.